# Ярик
«Я́рик» — российская социальная драма режиссёров Сесиль Анри и Александра Ласло. Сюжет фильма рассказывает о судьбе шестилетнего мальчика Ярослава, который потерялся в Москве. Андрей Щербинин написал сценарий «Робинзон Ярик» в 2004 году на основе реальных событий: Щербинин пытался устроить судьбу 10-летнего беспризорника. Сценарий посвятил своему сыну Антону. Премьера в России состоялась 20 декабря 2007 года.
Фильм имеет три альтернативных концовки.

## Основано на реальных событиях
Сценарий «Робинзон Ярик» опирается на историю шестилетнего Ярослава  Юхлина из деревни Быковичи Брянской области, который в декабре 2000 года действительно потерялся на Белорусском вокзале Москвы и две зимние ночи провёл один в столице, прежде чем был обнаружен и возвращён в семью. По воспоминаниям сценариста Андрея Щербинина, детали блужданий мальчика и безразличия чиновников легли в основу ключевых эпизодов фильма, а имя героя было сохранено в знак уважения к реальному Ярославу.

## Сюжет
Мальчик лет пяти-шести по имени Ярик в ночь с 30 на 31 декабря 2006 года приезжает с мамой в Москву, чтобы проведать папу, который работает на «большой стройке». По неизвестной причине папа их не встречает, из-за чего Ярику и маме приходится спать на вокзале.
Мама оставляет Ярику сумку с вещами и уходит купить пирожков. Сначала мальчик ждёт её, но потом начинает волноваться. Пассажир по имени Аркадий проявляет заботу о Ярике и делится с ним едой. Наевшийся Ярик засыпает. Пока он спит, кто-то крадёт оставленную мамой сумку. Проснувшись, Ярик решает, что сумку взяла мама. Но она не приходила.
Без денег Ярик не может попасть в платный туалет, убегает с вокзала на улицу и, заблудившись, оказывается в метро. Случайный пассажир замечает маленького мальчика одного без взрослых и передаёт милиционеру. Тот отводит Ярика в отделение, где в «обезьяннике» сидит карточный шулер Борис, задержанный за уличную пьянку. Милиционеры выслушивают рассказ Ярика о потерявшейся маме, но не проявляют энтузиазма и желания помочь.
Борис пытается развеселить Ярика карточными фокусами, мимоходом достаёт свою визитку и золотые часы и тайком передаёт Ярику. Это замечает милиционер и набрасывается на малыша, пытаясь отнять. Борис провоцирует милиционера позвать охрану, и задержанного жестоко избивают, но Ярику удаётся сбежать. Чуть позже в отделение приходит майор Култыга и требует разыскать Ярика, который ему зачем-то понадобился.
Весь день 31 декабря 2006 года Ярик блуждает по улицам Москвы, пытаясь самостоятельно добыть пищу или хотя бы согреться. Под вечер в магазине какая-то женщина покупает Ярику печенье и бутылку газированной воды, а потом отвозит по адресу, указанному в визитке Бориса. Ярик находит квартиру, но Бориса дома не оказывается. Ярик устраивается ждать его в подъезде у батареи. Здесь он подбирает бездомного котёнка и даёт ему кличку Мурзик.
Борис находит Ярика на лестничной клетке и приглашает к себе. Дома он купает ребёнка, переодевает в сухое и кормит. Они встречают новый 2007 год, и усталый Ярик ложится спать.
Утром 1 января к Борису приходят жена и дочь. Жена ругает Бориса за Ярика в квартире, и мальчик убегает. Борис бросается ему вдогонку, сажает в машину и везёт на вокзал искать маму, но по дороге, не устояв перед искушением, заворачивает в игорный клуб, где, по рассказам друзей, некий Господин предлагает игру на крупные деньги.
Пока Борис играет в карты, Ярик от скуки поднимается в комнату отдыха, где сидят телохранители Господина. Они забавляются с малышом: дают подержать настоящий пистолет, учат играть в карты, поят пивом и спорят друг с другом на деньги, как ребёнок будет себя вести. Но выигранные 50$ один из охранников кладёт в карман Ярику.
Не дождавшись, пока Борис окончит игру, Ярик уходит из клуба и на попутке добирается до вокзала, отдав водителю 50$. В зале ожидания Казанского вокзала он садится на то же кресло, где сидел вчера. Его узнаёт капитан Самохин, который вчера уже видел Ярика. Повторно выслушав историю о пропавшей маме, капитан уточняет её имя и фамилию, после чего ведёт Ярика в дежурную часть. Выясняется, что его мама вчера купила бутерброд с сыром, поскользнулась на краю платформы в толпе и попала под поезд. Ярик видит погибшую маму на фотографии среди материалов дела.
Некоторое время Ярик проводит в КПЗ с пожилым армянином по имени Гурген, задержанным за проживание без регистрации. Гурген утешает Ярика, говорит ему: «Снег не может идти вечно, когда-нибудь выглянет солнце». Потом капитан Самохин отводит Ярика в детский приёмник, которым заведует майор Култыга. В приёмнике Ярика осматривает медсестра в чине младшего сержанта милиции, а майор Култыга говорит, что отвезёт его к папе, но папа очень далеко, и туда нужно лететь на самолёте. Ярик проникается надеждой, не подозревая, какая судьба его ждёт.
Тем временем Господин выигрывает у Бориса все деньги и мимоходом роняет фразу о том, что «сейчас детей даже на запчасти как угнанные тачки разбирают». Борис понимает, какая опасность грозит Ярику и едет на вокзал. Самохин за взятку рассказывает, что случилось с матерью и где теперь Ярик. Но в приёмнике майор и медсестра обманывают Бориса: майор говорит, что Ярик сбежал, а медсестра — что забрала мама. Култыга уже успел передать Ярика курьеру-покупателю и теперь везёт им поддельные загранпаспорта. Однако Борис узнаёт Култыгу, так как видел его вчера в «обезьяннике», и едет за ним в Шереметьево.
Борису не удаётся спасти Ярика — милиция аэропорта не пускает его к паспортному контролю. На автостоянке Борис догоняет майора. Между ними происходит схватка, в ходе которой Култыга ранит Бориса из пистолета. Милиция аэропорта задерживает майора. Раненый Борис плачет. Самолёт с Яриком и курьером-покупателем на борту взлетает.

### Концовка
Первый концовка
За границей Ярик оказывается в частном медицинском центре, где безуспешно рассказывает свою историю иностранным врачам. В завершающем эпизоде Ярика везут в операционную комнату.
Этот концовка присутствует в версии, которая была смонтирована для иностранных показов.
Второй концовка
Этот концовка повторяет предыдущий, но отсутствуют кадры, где Ярику делают укол.
Этот концовка присутствовал в версии, смонтированной для российского кинопроката.
Третий концовка
О драке Култыги и карточного шулера Бориса в аэропорту узнаёт майор ФСБ Вера Сергеевна Ильина. Култыга пытался представить конфликт как попытку угона автомобиля, но, выслушав версию Бориса, Вера Сергеевна насторожилась: автоугонщик не стал бы сочинять историю с похищением и вывозом за границу ребёнка для трансплантации органов. На видеозаписи с камер наблюдения аэропорта один из её помощников узнаёт в курьере-покупателе человека, ранее судимого по делу чёрной трансплантологии и отпущенного за отсутствием доказательств. Ильина приказывает связаться с аэропортом Вены, а сама сначала звонит в интерпол, а потом лично послу РФ в Австрии и объясняет ситуацию. В Вене и в интерполе готовы к содействию, но Ярик с похитителем уже полтора часа в воздухе, их самолёт приземляется через двадцать минут.
Далее зритель видит Ярика в самолёте; раненого Бориса, вернувшегося к дочери и жене; Гургена, по-прежнему сидящего в КПЗ, и кота Мурзика, которого жена Бориса разрешила оставить у себя. Двадцать минут спустя звонит сотовый телефон Ильина, но это звонок от дочери. Разговор с дочерью Ильина заканчивает словами: «Мы успеем, слово даю!».
По некоторым данным, все кадры с Ильиной были отсняты уже после премьеры фильма и такой концовки был задуман для телепоказов. В этом финале также раскрывалось, что самолёт с Яриком летел в Вену.

## В ролях
- Максим Колесников[3] — Ярик
- Елена Ксенофонтова — Елена Захарова, мать Ярика.
- Анатолий Белый — Борис
- Инна Москвичёва — жена Бориса
- Полина Арсентьева, — дочь Бориса
- Дмитрий Персин — майор Култыга
- Анна Уколова — медсестра-милиционер
- Армен Джигарханян — Гурген
- Михаил Горевой — Покупатель
- Сергей Бадичкин — капитан Самохин
- Сергей Хрусталёв — Дмитрий, милиционер
- Сергей Векслер — Господин
- Алёна Яковлева — майор ФСБ Вера Сергеевна Ильина (в открытом финале)

### В эпизодах
- Алексей Шадхин, Константин Исаев — телохранители Господина
- Сергей Гурьев, Денис Беспалый — друзья Бориса
- Владимир Долинский — Аркадий, пассажир
- Ульяна Чилиндина — девушка в булочной (в титрах Ульяна Фролова)
- Екатерина Лапина
- Наталия Гаранина
- Алексей Медведев
- Денис Сердюков

## Съёмочная группа
- Режиссёры: Александр Ласло, Сесиль Анри
- Сценарий: Андрей Щербинин (при участии Сесиль Анри)
- Операторы: Александр Гусев, Ирина Уральская, Екатерина Дубровская, Александр Ласло
- Композитор: Вадим Щербаков , Ярослав Гордеев
- Художник-постановщик: Сергей Филенко
- Продюсеры: Дмитрий Сажин, Константин Серебряков

## Факты о создателях фильма
Александр Ласло (р. 11 июля 1967, Ленинград) — композитор и кинорежиссёр. Окончил музыкальное училище им. Римского-Корсакова при консерватории по классу гобоя. Живёт и работает в Санкт-Петербурге.
Сесиль Анри — кинорежиссёр. Родилась 4 мая 1971 г. в Париже (Франция). Окончила Университет Париж X - Нантер. Защитила диссертацию по политической социологии на тему «Советский коммунизм». В прошлом — французская театральная актриса, училась в ГИТИСе, с 1998 г. живёт преимущественно в Москве. Прожив некоторое время в Москве, Анри стала работать с компанией «Проект МЫ», а потом — с Ласло.
По словам Сесиль Анри, «Все основные создатели фильма дебютанты — я сама, исполнитель главной роли, сценарист и генеральный продюсер. Мы просмотрели больше 500 детей, прежде чем нашли исполнителя главной роли Максима Колесникова. Искали полгода. И нашли, благодаря чиновнице, которая нам дала совет. Хотя мы и не хотели изначально приглашать на главную роль ребёнка из Детского Дома. Так случилось, что Максим снялся в фильме, где у него была по роли мама, и обрёл маму в жизни. Он даже сказал актрисе Елене Ксенофонтовой: „Ещё недавно у меня не было мамы, а теперь сразу две“. Все наши актёры, вся группа работали по низкому тарифу, поскольку денег у нас было очень немного. Были и те, кто не стал рисковать и сниматься в кино, судьба которого была неизвестна».

## Фестивали, номинации, награды
- 11 декабря 2007 года фильм был представлен в программе «Кино на защите прав ребёнка», организованной совместно с ЮНИСЕФ в рамках XIII Международного Фестиваля фильмов о правах человека «Сталкер».
- 18 декабря 2007 года фильм был показан в программе «Наши дети» XXIV Московского международного фестиваля фильмов для детей и юношества.
- 19 июля 2008 года фильм был показан в программе IV Севастопольского Международного кинофестиваля.
- 2 августа 2008 года фильм вошёл в шорт-лист Российской комиссии по выдвижению на премию «Оскар».
- «Ярик» получил гран-при III-го Международного кинофестиваля семейных и детских фильмов «Верное сердце» (20-26 октября, Москва, 2008).
- Фильм вошёл в программу художественных фильмов «Взрослым о детях» Минского международного кинофестиваля «Листопад» (2008).
- 8 декабря 2008 года фильм был представлен на IV Международном форуме «Русский фильм» (7-18 декабря, Израиль, 2008).
- Фильм стал Лауреатом XVII Санкт-Петербургского Международного кинофестиваля «Фестиваль Фестивалей» (23-29 июня, Санкт-Петербург, 2009) и получил приз «Бронзовый грифон» — за лучший экспериментальный фильм.